# Ben Piazza
Ben Piazza (* 30. Juli 1933 in Little Rock, Arkansas; † 7. September 1991 in Sherman Oaks, Los Angeles, Kalifornien) war ein US-amerikanischer Schauspieler.

## Leben und Karriere
Er gab sein Theater-Debüt 1952 mit dem Theaterstück Othello, seine erste Filmrolle hatte er 1959 an der Seite von Gary Cooper und Maria Schell in Der Galgenbaum. Es folgten zahlreiche Auftritte in Fernsehproduktionen wie Matlock, California Clan, Cagney & Lacey und von 1982 bis 1983 in Dallas als Walt Driscoll. 1990 spielte er neben Sylvester Stallone in Rocky V.
Ben Piazza war von 1967 bis 1979 mit der Schauspielerin Dolores Dorn verheiratet, von 1973 bis zu seinem Tod war er in einer Beziehung mit Wayne Tripp. Er starb 1991 mit 58 Jahren an Krebs, der in Zusammenhang mit seiner AIDS-Erkrankung stand.

## Preise und Auszeichnungen
Ben Piazza gewann 1959 den Theatre World Award für seine Rolle in Kataki.

## Filmographie (Auswahl)
- 1957: A Dangerous Age
- 1959: Der Galgenbaum (The Hanging Tree)
- 1961: Gnadenlose Stadt (Naked City; Fernsehserie, 1 Folge)
- 1962–1965: Preston & Preston (The Defenders; Fernsehserie, 3 Folgen)
- 1965: Auf der Flucht (The Fugitive; Fernsehserie, 1 Folge)
- 1970: Tell Me That You Love Me, Junie Moon
- 1972: Brutale Schatten (Un homme est mort)
- 1972: Mannix (Fernsehserie, 1 Folge)
- 1974: Die Waltons (The Waltons; Fernsehserie, 1 Folge)
- 1975: Rauchende Colts (Gunsmoke; Fernsehserie, 1 Folge)
- 1975: Barnaby Jones (Fernsehserie, 1 Folge)
- 1976: Die Bären sind los (The Bad News Bears)
- 1977: Der Mann in der Todeszelle (Kill Me If You Can; Fernsehfilm)
- 1977: Ich hab’ dir nie einen Rosengarten versprochen (I Never Promised You a Rose Garden)
- 1978: Die schwarze Liste (The Critical List; Fernsehfilm)
- 1978: Wer den ersten Stein wirft (When Every Day Was the Fourth of July; Fernsehfilm)
- 1978: Kojak – Einsatz in Manhattan (Fernsehserie, 1 Folge)
- 1979: Schwingen der Angst (Nightwing)
- 1980: Blues Brothers (The Blues Brothers)
- 1980: Der lange Treck (The Chisholms; Fernsehserie, 1 Folge)
- 1980: Hauch des Todes (The Last Song; Fernsehfilm)
- 1980: Detektiv Rockford – Anruf genügt (Fernsehserie, 1 Folge)
- 1981: Fünf Gesichter der Angst (The Five of Me; Fernsehfilm)
- 1981: Hart aber herzlich (Hart to Hart; Folge: Objekt einer obskuren Begierde)
- 1982–1983: Dallas (Fernsehserie, 11 Folgen)
- 1983: Der Feuersturm (The Winds of War; Miniserie, 1 Folge)
- 1983: Grace Kelly (Fernsehfilm)
- 1984–1987: Familienbande (Family Ties; Fernsehserie, 4 Folgen)
- 1984: Das A-Team (The A-Team; Fernsehserie, 1 Folge)
- 1984: Mode, Models und Intrigen (Cover Up; Fernsehserie, 1 Folge)
- 1984: T. J. Hooker (Fernsehserie, 1 Folge)
- 1985: Die Maske (Mask)
- 1985: Wie sag ich’s meinen Eltern (Consenting Adult; Fernsehfilm)
- 1986/1987: Chefarzt Dr. Westphall (St. Elsewhere; Fernsehserie, 2 Folgen)
- 1986: Cagney & Lacey (Fernsehserie, 1 Folge)
- 1986: California Clan (Fernsehserie, 30 Folgen)
- 1987/1989: Matlock (Fernsehserie, 2 Folgen)
- 1987: Mr. Belvedere (Fernsehserie, 2 Folgen)
- 1988: Süchtig (Clean and Sober)
- 1988: Das Model und der Schnüffler (Moonlighting ; Fernsehserie, 1 Folge)
- 1988–1989: Der Denver-Clan (Dynasty; Fernsehserie, 5 Folgen)
- 1989: Jake und McCabe – Durch dick und dünn (Jake and the Fatman; Fernsehserie, 1 Folge)
- 1990: Die Schöne und das Biest (Beauty and the Beast; Fernsehserie, 1 Folge)
- 1990: Rocky V
- 1991: Schuldig bei Verdacht (Guilty by Suspicion)
- 1991: Die Schmach des Vergessens (Never Forget; Fernsehfilm)